# Michaela Hildebrandt
Michaela  Hildebrandt (verh. Mitsch; * 8. September 1963) ist eine ehemalige Eishockeyspielerin und -trainerin, die über viele Jahre beim OSC Berlin in der Fraueneishockey-Bundesliga spielte. Sie gehörte zur ersten Generation weiblicher Eishockeyspielerinnen in Deutschland und wurde als erste Frau in die Hockey Hall of Fame Deutschland aufgenommen.

## Karriere
Michaela Hildebrandt kam im Alter von 14 Jahren, im Jahr 1977, erstmals mit dem Eishockeysport in Kontakt. Damals waren Xaver Unsinn und Martin Hinterstocker vom Berliner Schlittschuhclub ihre Idole. Sie wurde später vom Trainer der DEC Eishasen Berlin angesprochen, erlernte das Eishockeyspiel und qualifizierte sich im Jahr 1986 zum ersten Mal mit den Berliner Eishasen für die Endrunde zur deutschen Meisterschaft. Anschließend spielte sie für den Berliner Schlittschuhclub, ehe sie 1988 zum OSC Berlin wechselte. Mit der Frauenmannschaft des OSC gewann sie 1991 die erste deutsche Meisterschaft des Clubs, das Finalturnier wurde damals in Weißwasser/Oberlausitz ausgetragen.

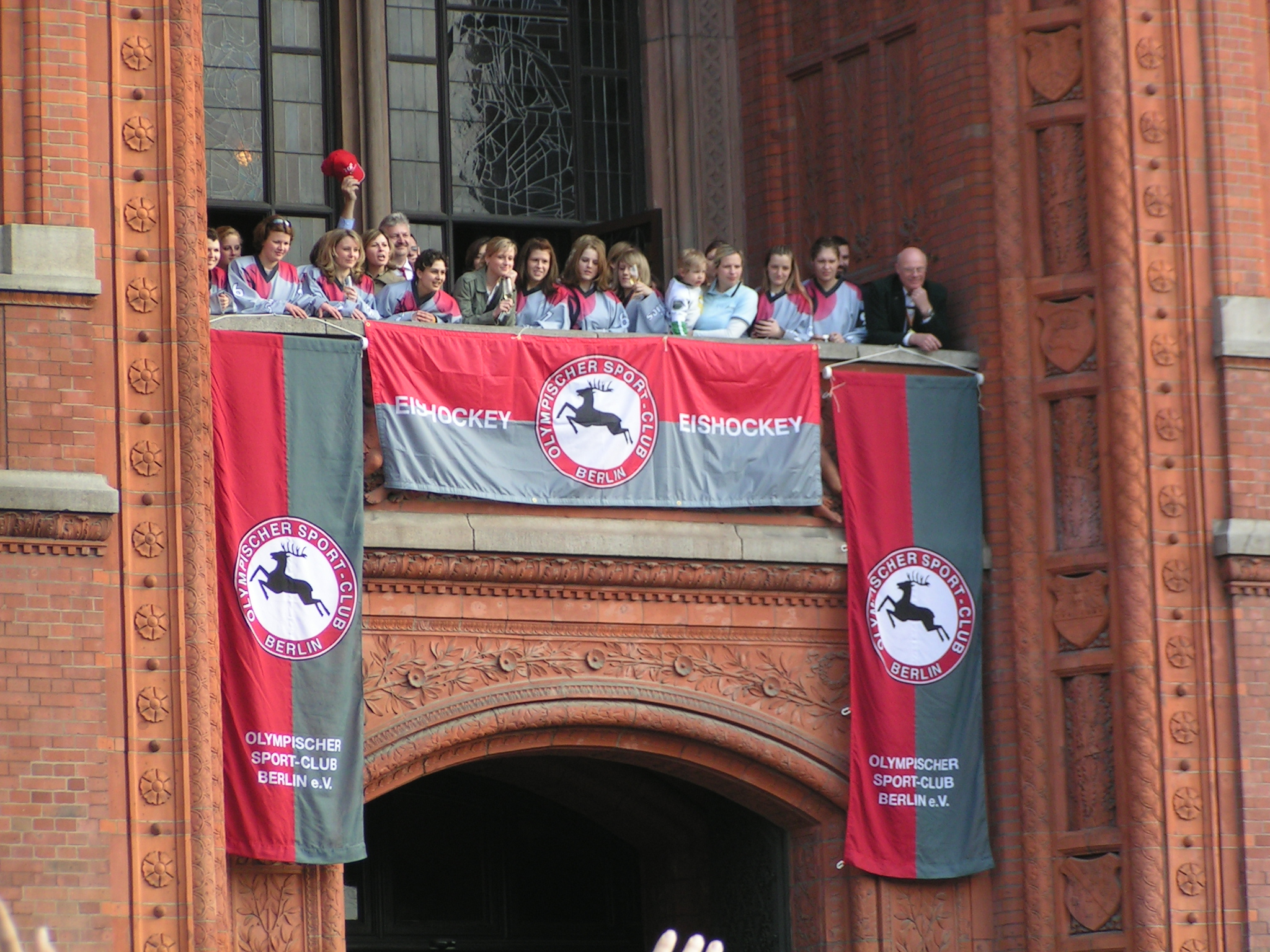
Empfang des Deutschen Eishockey-Meisters der Frauen 2006, dem OSC Berlin, im Roten Rathaus

In der Saison 1992/93 spielte sie in der Schweizer Leistungsklasse A für den DHC Langenthal und wurde dort Vizemeister. 1993/94 spielte sie eine Saison für den DEC Königsbrunn in Bayern, anschließend kehrte sie nach Berlin zum OSC zurück. In den folgenden Jahren war sie durchgängig für den OSC aktiv, erzielte über 300 Tore in 450 Bundesliga-Spielen und absolvierte etwa 120 Turniere. In elf Länderspielen erzielte sie sechs Tore für die deutsche Nationalmannschaft und nahm an der Europameisterschaft 1991 teil (Platz 6).
2003 beendete sie ihre Spieler-Karriere und wurde die erste und damals einzige weibliche Trainerin im deutschen Eishockey. Mit Co-Trainerin Sandra Kinza und Claudia Grundmann als Kapitänin bildete sie in den Jahren 2003 bis 2006 ein außerordentlich erfolgreiches Team und wurde mit den OSC-Ladies zweimal Vizemeisterin und im Jahr 2006 deutsche Meisterin.  Anschließend trat sie von ihrem Posten zurück.
Aufgrund ihrer Leistungen wurde sie 2007 als erste Frau in die Hockey Hall of Fame Deutschland aufgenommen.
Als Hort-Koordinatorin an der Franz-Marc-Schule in Berlin-Tegel gründete sie 2008 eine Sportgruppe für Floorball. In Kooperation mit dem VfL Tegel wurde 2011 ein regulärer Spielbetrieb aufgebaut, wobei Hildebrandt als U17-Trainerin agierte und heute Abteilungsleiterin für Floorball ist.

## Erfolge und Auszeichnungen
- 1991 Deutsche Meisterin mit dem OSC Berlin

- 1993 Schweizer Vizemeisterin mit dem DHC Langenthal
- 2003 Deutsche Vizemeisterin mit dem OSC Berlin

- 2004 Deutsche Vizemeisterin mit dem OSC Berlin
- 2006 Deutsche Meisterin mit dem OSC Berlin (als Trainerin)

## Karrierestatistik
(Legende zur Spielerstatistik: Sp oder GP = absolvierte Spiele; T oder G = erzielte Tore; V oder A = erzielte Assists; Pkt oder Pts = erzielte Scorerpunkte; SM oder PIM = erhaltene Strafminuten; +/− = Plus/Minus-Bilanz; PP = erzielte Überzahltore; SH = erzielte Unterzahltore; GW = erzielte Siegtore; 1 Play-downs/Relegation; Kursiv: Statistik nicht vollständig)